# Santa-Maria-Poggio
Santa-Maria-Poggio (korziško Santa Maria di u Poghju) je naselje in občina v francoskem departmaju Haute-Corse regije - otoka Korzika. Leta 1999 je naselje imelo 629 prebivalcev.

## Geografija
Kraj leži v severovzhodnem delu otoka Korzike 53 km južno od središča Bastie.

## Uprava
Občina Santa-Maria-Poggio skupaj s sosednjimi občinami Cervione, Sant'Andréa-di-Cotone, San-Giovanni-di-Moriani, San-Giuliano, Santa-Lucia-di-Moriani, San-Nicolao, Santa-Reparata-di-Moriani in Valle-di-Campoloro sestavlja kanton Campoloro-di-Moriani s sedežem v Cervionu. Kanton je sestavni del okrožja Corte.